# Mongolia en los Juegos Olímpicos de Sapporo 1972
Mongolia estuvo representada en los Juegos Olímpicos de Sapporo 1972 por cuatro deportistas masculinos que compitieron en dosdeportes.
El portador de la bandera en la ceremonia de apertura fue el patinador de velocidad Luvsansharavyn Tsend. El equipo olímpico mongol no obtuvo ninguna medalla en estos Juegos.